# Marie-Hélène Dupard
Marie-Hélène Dupard, née le  17 juillet 1947 à Paris, est une musicienne, chanteuse, soprano, chef de chœur et enseignante vaudoise.

## Biographie
Marie-Hélène Dupard naît à Paris où elle fait des études de pharmacie et de piano avant de décider de se consacrer à la musique. Après avoir chanté pendant plusieurs années dans l'ensemble vocal Stéphane Caillat à Paris, elle rejoint l'Ensemble vocal de Lausanne, dirigé par Michel Corboz, dont elle devient l'assistante durant trois ans. Elle étudie le chant au Conservatoire de Lausanne dans la classe de Juliette Bise et obtient sa virtuosité en 1978 et un premier prix avec les félicitations du jury et une licence de concert. Elle se perfectionne ensuite auprès de personnalités comme René Jacobs ou Hans Hotter.
Très attirée par la direction de chœur, Marie-Hélène Dupard devient à la fin des années 1970, à la suite de Michel Corboz, maître de chapelle de l'église Notre-Dame de Lausanne (Valentin). Elle crée en 1977, à l'initiative de Dante Granato, organiste de cette église, un chœur destiné à faire découvrir au public le riche répertoire de musique vocale pour voix de femmes, l'Ensemble féminin de musique vocale. Elle dirige également, depuis 1993, le Chœur de la Glâne, chœur de chambre situé à Romont, qui devient, en février 2005, l'Ensemble In Praesenti.
En plus de son activité de chef de chœur, Marie-Hélène Dupard continue sa carrière de soliste. En tant qu'interprète, elle privilégie l'oratorio et la musique de chambre. Elle a créé plusieurs œuvres de compositeurs suisses et français et a défendu une œuvre comme Harawi d'Olivier Messiaen, pour voix et piano, et quelques œuvres de compositeurs contemporains ont été écrites à son intention, comme Clair Obscur de Julien-François Zbinden sur des poèmes de cinq poétesses différentes, dédié « À Marie-Hélène Dupard et l'Ensemble féminin pour son Xe anniversaire ». Elle a enregistré plusieurs disques, dont les Motets pour voix de femme de Dante Granato et ses pièces vocales et instrumentales (disques parus en 1996 et 1998), et chante en soliste dans le cinquième disque de la série Eloge, consacrée au compositeur suisse Bernard Reichel (1901-1992), paru en 2005.
Marie-Hélène Dupard-Genton enseigne également, en tant que professeur indépendant ainsi qu'à l'Université populaire de Lausanne, le chant mais aussi la pneumaphonie (placement de la voix en supprimant les tensions), selon la méthode de Serge Wilfart.

## Sources
- « Marie-Hélène Dupard », sur la base de données des personnalités vaudoises sur la plateforme « Patrinum » de la Bibliothèque cantonale et universitaire de Lausanne.
- Granato, Dante, Musiques sacrées et profanes, pièces vocales et instrumentales, GAM, 1996, cote BCUL: DCM 9691
- Granato, Dante, Motets pour voix de femmes et orgue, Gallo, 1975-1998, cote BCUL: DCR 3009
- Reichel, Bernard, Eloge 5, Gallo, 2005, cote BCUL: DCR 8155/5
- Ensemble féminin de musique vocale de Lausanne, Benjamin Britten, CD's Audio Production, cote BCUL: DCR 1497
- Ensemble féminin de musique vocale de Lausanne, CD's Audio Production, cote BCUL: DCM 6032.